# Матч за звание чемпиона мира по шахматам 1907
Матч на первенство мира по шахматам между Эмануилом Ласкером и Фрэнком Джеймсом Маршаллом проходил с 26 января по 8 апреля 1907 года в нескольких городах США (Нью-Йорк, Филадельфия, Вашингтон, Балтимор, Чикаго, Мемфис). С последнего матча за звание чемпиона мира прошло 10 лет.
Матч игрался до 8 побед и прошёл с подавляющим преимуществом Ласкера, который выиграл со счётом 11½:3½ (+8 −0 =7) при 7 ничьих и сохранил звание чемпиона мира.

## Таблица матча
| № | Участники      | 1 | 2 | 3 | 4 | 5 | 6 | 7 | 8 | 9 | 10 | 11 | 12 | 13 | 14 | 15 | Очки |
| - | -------------- | - | - | - | - | - | - | - | - | - | -- | -- | -- | -- | -- | -- | ---- |
| 1 | Эмануил Ласкер | 1 | 1 | 1 | ½ | ½ | ½ | ½ | 1 | ½ | ½  | ½  | 1  | 1  | 1  | 1  | 11½  |
| 2 | Фрэнк Маршалл  | 0 | 0 | 0 | ½ | ½ | ½ | ½ | 0 | ½ | ½  | ½  | 0  | 0  | 0  | 0  | 3½   |

## Примечательные партии

### Маршалл — Ласкер
|   | a | b | c | d | e | f | g | h |   |
| - | --- | --- | --- | --- | --- | --- | --- | --- | - |
| 8 | f8 чёрная ладья · h8 чёрный король · a7 чёрная пешка · g7 чёрная пешка · b6 чёрная пешка · h6 чёрная пешка · d5 белый ферзь · d4 белая пешка · c3 белая пешка · g3 чёрный ферзь · h3 белая пешка · a2 белая пешка · d2 чёрный конь · g2 белая пешка · b1 белая ладья · c1 белая ладья · h1 белый король | f8 чёрная ладья · h8 чёрный король · a7 чёрная пешка · g7 чёрная пешка · b6 чёрная пешка · h6 чёрная пешка · d5 белый ферзь · d4 белая пешка · c3 белая пешка · g3 чёрный ферзь · h3 белая пешка · a2 белая пешка · d2 чёрный конь · g2 белая пешка · b1 белая ладья · c1 белая ладья · h1 белый король | f8 чёрная ладья · h8 чёрный король · a7 чёрная пешка · g7 чёрная пешка · b6 чёрная пешка · h6 чёрная пешка · d5 белый ферзь · d4 белая пешка · c3 белая пешка · g3 чёрный ферзь · h3 белая пешка · a2 белая пешка · d2 чёрный конь · g2 белая пешка · b1 белая ладья · c1 белая ладья · h1 белый король | f8 чёрная ладья · h8 чёрный король · a7 чёрная пешка · g7 чёрная пешка · b6 чёрная пешка · h6 чёрная пешка · d5 белый ферзь · d4 белая пешка · c3 белая пешка · g3 чёрный ферзь · h3 белая пешка · a2 белая пешка · d2 чёрный конь · g2 белая пешка · b1 белая ладья · c1 белая ладья · h1 белый король | f8 чёрная ладья · h8 чёрный король · a7 чёрная пешка · g7 чёрная пешка · b6 чёрная пешка · h6 чёрная пешка · d5 белый ферзь · d4 белая пешка · c3 белая пешка · g3 чёрный ферзь · h3 белая пешка · a2 белая пешка · d2 чёрный конь · g2 белая пешка · b1 белая ладья · c1 белая ладья · h1 белый король | f8 чёрная ладья · h8 чёрный король · a7 чёрная пешка · g7 чёрная пешка · b6 чёрная пешка · h6 чёрная пешка · d5 белый ферзь · d4 белая пешка · c3 белая пешка · g3 чёрный ферзь · h3 белая пешка · a2 белая пешка · d2 чёрный конь · g2 белая пешка · b1 белая ладья · c1 белая ладья · h1 белый король | f8 чёрная ладья · h8 чёрный король · a7 чёрная пешка · g7 чёрная пешка · b6 чёрная пешка · h6 чёрная пешка · d5 белый ферзь · d4 белая пешка · c3 белая пешка · g3 чёрный ферзь · h3 белая пешка · a2 белая пешка · d2 чёрный конь · g2 белая пешка · b1 белая ладья · c1 белая ладья · h1 белый король | f8 чёрная ладья · h8 чёрный король · a7 чёрная пешка · g7 чёрная пешка · b6 чёрная пешка · h6 чёрная пешка · d5 белый ферзь · d4 белая пешка · c3 белая пешка · g3 чёрный ферзь · h3 белая пешка · a2 белая пешка · d2 чёрный конь · g2 белая пешка · b1 белая ладья · c1 белая ладья · h1 белый король | 8 |
| 7 | f8 чёрная ладья · h8 чёрный король · a7 чёрная пешка · g7 чёрная пешка · b6 чёрная пешка · h6 чёрная пешка · d5 белый ферзь · d4 белая пешка · c3 белая пешка · g3 чёрный ферзь · h3 белая пешка · a2 белая пешка · d2 чёрный конь · g2 белая пешка · b1 белая ладья · c1 белая ладья · h1 белый король | f8 чёрная ладья · h8 чёрный король · a7 чёрная пешка · g7 чёрная пешка · b6 чёрная пешка · h6 чёрная пешка · d5 белый ферзь · d4 белая пешка · c3 белая пешка · g3 чёрный ферзь · h3 белая пешка · a2 белая пешка · d2 чёрный конь · g2 белая пешка · b1 белая ладья · c1 белая ладья · h1 белый король | f8 чёрная ладья · h8 чёрный король · a7 чёрная пешка · g7 чёрная пешка · b6 чёрная пешка · h6 чёрная пешка · d5 белый ферзь · d4 белая пешка · c3 белая пешка · g3 чёрный ферзь · h3 белая пешка · a2 белая пешка · d2 чёрный конь · g2 белая пешка · b1 белая ладья · c1 белая ладья · h1 белый король | f8 чёрная ладья · h8 чёрный король · a7 чёрная пешка · g7 чёрная пешка · b6 чёрная пешка · h6 чёрная пешка · d5 белый ферзь · d4 белая пешка · c3 белая пешка · g3 чёрный ферзь · h3 белая пешка · a2 белая пешка · d2 чёрный конь · g2 белая пешка · b1 белая ладья · c1 белая ладья · h1 белый король | f8 чёрная ладья · h8 чёрный король · a7 чёрная пешка · g7 чёрная пешка · b6 чёрная пешка · h6 чёрная пешка · d5 белый ферзь · d4 белая пешка · c3 белая пешка · g3 чёрный ферзь · h3 белая пешка · a2 белая пешка · d2 чёрный конь · g2 белая пешка · b1 белая ладья · c1 белая ладья · h1 белый король | f8 чёрная ладья · h8 чёрный король · a7 чёрная пешка · g7 чёрная пешка · b6 чёрная пешка · h6 чёрная пешка · d5 белый ферзь · d4 белая пешка · c3 белая пешка · g3 чёрный ферзь · h3 белая пешка · a2 белая пешка · d2 чёрный конь · g2 белая пешка · b1 белая ладья · c1 белая ладья · h1 белый король | f8 чёрная ладья · h8 чёрный король · a7 чёрная пешка · g7 чёрная пешка · b6 чёрная пешка · h6 чёрная пешка · d5 белый ферзь · d4 белая пешка · c3 белая пешка · g3 чёрный ферзь · h3 белая пешка · a2 белая пешка · d2 чёрный конь · g2 белая пешка · b1 белая ладья · c1 белая ладья · h1 белый король | f8 чёрная ладья · h8 чёрный король · a7 чёрная пешка · g7 чёрная пешка · b6 чёрная пешка · h6 чёрная пешка · d5 белый ферзь · d4 белая пешка · c3 белая пешка · g3 чёрный ферзь · h3 белая пешка · a2 белая пешка · d2 чёрный конь · g2 белая пешка · b1 белая ладья · c1 белая ладья · h1 белый король | 7 |
| 6 | f8 чёрная ладья · h8 чёрный король · a7 чёрная пешка · g7 чёрная пешка · b6 чёрная пешка · h6 чёрная пешка · d5 белый ферзь · d4 белая пешка · c3 белая пешка · g3 чёрный ферзь · h3 белая пешка · a2 белая пешка · d2 чёрный конь · g2 белая пешка · b1 белая ладья · c1 белая ладья · h1 белый король | f8 чёрная ладья · h8 чёрный король · a7 чёрная пешка · g7 чёрная пешка · b6 чёрная пешка · h6 чёрная пешка · d5 белый ферзь · d4 белая пешка · c3 белая пешка · g3 чёрный ферзь · h3 белая пешка · a2 белая пешка · d2 чёрный конь · g2 белая пешка · b1 белая ладья · c1 белая ладья · h1 белый король | f8 чёрная ладья · h8 чёрный король · a7 чёрная пешка · g7 чёрная пешка · b6 чёрная пешка · h6 чёрная пешка · d5 белый ферзь · d4 белая пешка · c3 белая пешка · g3 чёрный ферзь · h3 белая пешка · a2 белая пешка · d2 чёрный конь · g2 белая пешка · b1 белая ладья · c1 белая ладья · h1 белый король | f8 чёрная ладья · h8 чёрный король · a7 чёрная пешка · g7 чёрная пешка · b6 чёрная пешка · h6 чёрная пешка · d5 белый ферзь · d4 белая пешка · c3 белая пешка · g3 чёрный ферзь · h3 белая пешка · a2 белая пешка · d2 чёрный конь · g2 белая пешка · b1 белая ладья · c1 белая ладья · h1 белый король | f8 чёрная ладья · h8 чёрный король · a7 чёрная пешка · g7 чёрная пешка · b6 чёрная пешка · h6 чёрная пешка · d5 белый ферзь · d4 белая пешка · c3 белая пешка · g3 чёрный ферзь · h3 белая пешка · a2 белая пешка · d2 чёрный конь · g2 белая пешка · b1 белая ладья · c1 белая ладья · h1 белый король | f8 чёрная ладья · h8 чёрный король · a7 чёрная пешка · g7 чёрная пешка · b6 чёрная пешка · h6 чёрная пешка · d5 белый ферзь · d4 белая пешка · c3 белая пешка · g3 чёрный ферзь · h3 белая пешка · a2 белая пешка · d2 чёрный конь · g2 белая пешка · b1 белая ладья · c1 белая ладья · h1 белый король | f8 чёрная ладья · h8 чёрный король · a7 чёрная пешка · g7 чёрная пешка · b6 чёрная пешка · h6 чёрная пешка · d5 белый ферзь · d4 белая пешка · c3 белая пешка · g3 чёрный ферзь · h3 белая пешка · a2 белая пешка · d2 чёрный конь · g2 белая пешка · b1 белая ладья · c1 белая ладья · h1 белый король | f8 чёрная ладья · h8 чёрный король · a7 чёрная пешка · g7 чёрная пешка · b6 чёрная пешка · h6 чёрная пешка · d5 белый ферзь · d4 белая пешка · c3 белая пешка · g3 чёрный ферзь · h3 белая пешка · a2 белая пешка · d2 чёрный конь · g2 белая пешка · b1 белая ладья · c1 белая ладья · h1 белый король | 6 |
| 5 | f8 чёрная ладья · h8 чёрный король · a7 чёрная пешка · g7 чёрная пешка · b6 чёрная пешка · h6 чёрная пешка · d5 белый ферзь · d4 белая пешка · c3 белая пешка · g3 чёрный ферзь · h3 белая пешка · a2 белая пешка · d2 чёрный конь · g2 белая пешка · b1 белая ладья · c1 белая ладья · h1 белый король | f8 чёрная ладья · h8 чёрный король · a7 чёрная пешка · g7 чёрная пешка · b6 чёрная пешка · h6 чёрная пешка · d5 белый ферзь · d4 белая пешка · c3 белая пешка · g3 чёрный ферзь · h3 белая пешка · a2 белая пешка · d2 чёрный конь · g2 белая пешка · b1 белая ладья · c1 белая ладья · h1 белый король | f8 чёрная ладья · h8 чёрный король · a7 чёрная пешка · g7 чёрная пешка · b6 чёрная пешка · h6 чёрная пешка · d5 белый ферзь · d4 белая пешка · c3 белая пешка · g3 чёрный ферзь · h3 белая пешка · a2 белая пешка · d2 чёрный конь · g2 белая пешка · b1 белая ладья · c1 белая ладья · h1 белый король | f8 чёрная ладья · h8 чёрный король · a7 чёрная пешка · g7 чёрная пешка · b6 чёрная пешка · h6 чёрная пешка · d5 белый ферзь · d4 белая пешка · c3 белая пешка · g3 чёрный ферзь · h3 белая пешка · a2 белая пешка · d2 чёрный конь · g2 белая пешка · b1 белая ладья · c1 белая ладья · h1 белый король | f8 чёрная ладья · h8 чёрный король · a7 чёрная пешка · g7 чёрная пешка · b6 чёрная пешка · h6 чёрная пешка · d5 белый ферзь · d4 белая пешка · c3 белая пешка · g3 чёрный ферзь · h3 белая пешка · a2 белая пешка · d2 чёрный конь · g2 белая пешка · b1 белая ладья · c1 белая ладья · h1 белый король | f8 чёрная ладья · h8 чёрный король · a7 чёрная пешка · g7 чёрная пешка · b6 чёрная пешка · h6 чёрная пешка · d5 белый ферзь · d4 белая пешка · c3 белая пешка · g3 чёрный ферзь · h3 белая пешка · a2 белая пешка · d2 чёрный конь · g2 белая пешка · b1 белая ладья · c1 белая ладья · h1 белый король | f8 чёрная ладья · h8 чёрный король · a7 чёрная пешка · g7 чёрная пешка · b6 чёрная пешка · h6 чёрная пешка · d5 белый ферзь · d4 белая пешка · c3 белая пешка · g3 чёрный ферзь · h3 белая пешка · a2 белая пешка · d2 чёрный конь · g2 белая пешка · b1 белая ладья · c1 белая ладья · h1 белый король | f8 чёрная ладья · h8 чёрный король · a7 чёрная пешка · g7 чёрная пешка · b6 чёрная пешка · h6 чёрная пешка · d5 белый ферзь · d4 белая пешка · c3 белая пешка · g3 чёрный ферзь · h3 белая пешка · a2 белая пешка · d2 чёрный конь · g2 белая пешка · b1 белая ладья · c1 белая ладья · h1 белый король | 5 |
| 4 | f8 чёрная ладья · h8 чёрный король · a7 чёрная пешка · g7 чёрная пешка · b6 чёрная пешка · h6 чёрная пешка · d5 белый ферзь · d4 белая пешка · c3 белая пешка · g3 чёрный ферзь · h3 белая пешка · a2 белая пешка · d2 чёрный конь · g2 белая пешка · b1 белая ладья · c1 белая ладья · h1 белый король | f8 чёрная ладья · h8 чёрный король · a7 чёрная пешка · g7 чёрная пешка · b6 чёрная пешка · h6 чёрная пешка · d5 белый ферзь · d4 белая пешка · c3 белая пешка · g3 чёрный ферзь · h3 белая пешка · a2 белая пешка · d2 чёрный конь · g2 белая пешка · b1 белая ладья · c1 белая ладья · h1 белый король | f8 чёрная ладья · h8 чёрный король · a7 чёрная пешка · g7 чёрная пешка · b6 чёрная пешка · h6 чёрная пешка · d5 белый ферзь · d4 белая пешка · c3 белая пешка · g3 чёрный ферзь · h3 белая пешка · a2 белая пешка · d2 чёрный конь · g2 белая пешка · b1 белая ладья · c1 белая ладья · h1 белый король | f8 чёрная ладья · h8 чёрный король · a7 чёрная пешка · g7 чёрная пешка · b6 чёрная пешка · h6 чёрная пешка · d5 белый ферзь · d4 белая пешка · c3 белая пешка · g3 чёрный ферзь · h3 белая пешка · a2 белая пешка · d2 чёрный конь · g2 белая пешка · b1 белая ладья · c1 белая ладья · h1 белый король | f8 чёрная ладья · h8 чёрный король · a7 чёрная пешка · g7 чёрная пешка · b6 чёрная пешка · h6 чёрная пешка · d5 белый ферзь · d4 белая пешка · c3 белая пешка · g3 чёрный ферзь · h3 белая пешка · a2 белая пешка · d2 чёрный конь · g2 белая пешка · b1 белая ладья · c1 белая ладья · h1 белый король | f8 чёрная ладья · h8 чёрный король · a7 чёрная пешка · g7 чёрная пешка · b6 чёрная пешка · h6 чёрная пешка · d5 белый ферзь · d4 белая пешка · c3 белая пешка · g3 чёрный ферзь · h3 белая пешка · a2 белая пешка · d2 чёрный конь · g2 белая пешка · b1 белая ладья · c1 белая ладья · h1 белый король | f8 чёрная ладья · h8 чёрный король · a7 чёрная пешка · g7 чёрная пешка · b6 чёрная пешка · h6 чёрная пешка · d5 белый ферзь · d4 белая пешка · c3 белая пешка · g3 чёрный ферзь · h3 белая пешка · a2 белая пешка · d2 чёрный конь · g2 белая пешка · b1 белая ладья · c1 белая ладья · h1 белый король | f8 чёрная ладья · h8 чёрный король · a7 чёрная пешка · g7 чёрная пешка · b6 чёрная пешка · h6 чёрная пешка · d5 белый ферзь · d4 белая пешка · c3 белая пешка · g3 чёрный ферзь · h3 белая пешка · a2 белая пешка · d2 чёрный конь · g2 белая пешка · b1 белая ладья · c1 белая ладья · h1 белый король | 4 |
| 3 | f8 чёрная ладья · h8 чёрный король · a7 чёрная пешка · g7 чёрная пешка · b6 чёрная пешка · h6 чёрная пешка · d5 белый ферзь · d4 белая пешка · c3 белая пешка · g3 чёрный ферзь · h3 белая пешка · a2 белая пешка · d2 чёрный конь · g2 белая пешка · b1 белая ладья · c1 белая ладья · h1 белый король | f8 чёрная ладья · h8 чёрный король · a7 чёрная пешка · g7 чёрная пешка · b6 чёрная пешка · h6 чёрная пешка · d5 белый ферзь · d4 белая пешка · c3 белая пешка · g3 чёрный ферзь · h3 белая пешка · a2 белая пешка · d2 чёрный конь · g2 белая пешка · b1 белая ладья · c1 белая ладья · h1 белый король | f8 чёрная ладья · h8 чёрный король · a7 чёрная пешка · g7 чёрная пешка · b6 чёрная пешка · h6 чёрная пешка · d5 белый ферзь · d4 белая пешка · c3 белая пешка · g3 чёрный ферзь · h3 белая пешка · a2 белая пешка · d2 чёрный конь · g2 белая пешка · b1 белая ладья · c1 белая ладья · h1 белый король | f8 чёрная ладья · h8 чёрный король · a7 чёрная пешка · g7 чёрная пешка · b6 чёрная пешка · h6 чёрная пешка · d5 белый ферзь · d4 белая пешка · c3 белая пешка · g3 чёрный ферзь · h3 белая пешка · a2 белая пешка · d2 чёрный конь · g2 белая пешка · b1 белая ладья · c1 белая ладья · h1 белый король | f8 чёрная ладья · h8 чёрный король · a7 чёрная пешка · g7 чёрная пешка · b6 чёрная пешка · h6 чёрная пешка · d5 белый ферзь · d4 белая пешка · c3 белая пешка · g3 чёрный ферзь · h3 белая пешка · a2 белая пешка · d2 чёрный конь · g2 белая пешка · b1 белая ладья · c1 белая ладья · h1 белый король | f8 чёрная ладья · h8 чёрный король · a7 чёрная пешка · g7 чёрная пешка · b6 чёрная пешка · h6 чёрная пешка · d5 белый ферзь · d4 белая пешка · c3 белая пешка · g3 чёрный ферзь · h3 белая пешка · a2 белая пешка · d2 чёрный конь · g2 белая пешка · b1 белая ладья · c1 белая ладья · h1 белый король | f8 чёрная ладья · h8 чёрный король · a7 чёрная пешка · g7 чёрная пешка · b6 чёрная пешка · h6 чёрная пешка · d5 белый ферзь · d4 белая пешка · c3 белая пешка · g3 чёрный ферзь · h3 белая пешка · a2 белая пешка · d2 чёрный конь · g2 белая пешка · b1 белая ладья · c1 белая ладья · h1 белый король | f8 чёрная ладья · h8 чёрный король · a7 чёрная пешка · g7 чёрная пешка · b6 чёрная пешка · h6 чёрная пешка · d5 белый ферзь · d4 белая пешка · c3 белая пешка · g3 чёрный ферзь · h3 белая пешка · a2 белая пешка · d2 чёрный конь · g2 белая пешка · b1 белая ладья · c1 белая ладья · h1 белый король | 3 |
| 2 | f8 чёрная ладья · h8 чёрный король · a7 чёрная пешка · g7 чёрная пешка · b6 чёрная пешка · h6 чёрная пешка · d5 белый ферзь · d4 белая пешка · c3 белая пешка · g3 чёрный ферзь · h3 белая пешка · a2 белая пешка · d2 чёрный конь · g2 белая пешка · b1 белая ладья · c1 белая ладья · h1 белый король | f8 чёрная ладья · h8 чёрный король · a7 чёрная пешка · g7 чёрная пешка · b6 чёрная пешка · h6 чёрная пешка · d5 белый ферзь · d4 белая пешка · c3 белая пешка · g3 чёрный ферзь · h3 белая пешка · a2 белая пешка · d2 чёрный конь · g2 белая пешка · b1 белая ладья · c1 белая ладья · h1 белый король | f8 чёрная ладья · h8 чёрный король · a7 чёрная пешка · g7 чёрная пешка · b6 чёрная пешка · h6 чёрная пешка · d5 белый ферзь · d4 белая пешка · c3 белая пешка · g3 чёрный ферзь · h3 белая пешка · a2 белая пешка · d2 чёрный конь · g2 белая пешка · b1 белая ладья · c1 белая ладья · h1 белый король | f8 чёрная ладья · h8 чёрный король · a7 чёрная пешка · g7 чёрная пешка · b6 чёрная пешка · h6 чёрная пешка · d5 белый ферзь · d4 белая пешка · c3 белая пешка · g3 чёрный ферзь · h3 белая пешка · a2 белая пешка · d2 чёрный конь · g2 белая пешка · b1 белая ладья · c1 белая ладья · h1 белый король | f8 чёрная ладья · h8 чёрный король · a7 чёрная пешка · g7 чёрная пешка · b6 чёрная пешка · h6 чёрная пешка · d5 белый ферзь · d4 белая пешка · c3 белая пешка · g3 чёрный ферзь · h3 белая пешка · a2 белая пешка · d2 чёрный конь · g2 белая пешка · b1 белая ладья · c1 белая ладья · h1 белый король | f8 чёрная ладья · h8 чёрный король · a7 чёрная пешка · g7 чёрная пешка · b6 чёрная пешка · h6 чёрная пешка · d5 белый ферзь · d4 белая пешка · c3 белая пешка · g3 чёрный ферзь · h3 белая пешка · a2 белая пешка · d2 чёрный конь · g2 белая пешка · b1 белая ладья · c1 белая ладья · h1 белый король | f8 чёрная ладья · h8 чёрный король · a7 чёрная пешка · g7 чёрная пешка · b6 чёрная пешка · h6 чёрная пешка · d5 белый ферзь · d4 белая пешка · c3 белая пешка · g3 чёрный ферзь · h3 белая пешка · a2 белая пешка · d2 чёрный конь · g2 белая пешка · b1 белая ладья · c1 белая ладья · h1 белый король | f8 чёрная ладья · h8 чёрный король · a7 чёрная пешка · g7 чёрная пешка · b6 чёрная пешка · h6 чёрная пешка · d5 белый ферзь · d4 белая пешка · c3 белая пешка · g3 чёрный ферзь · h3 белая пешка · a2 белая пешка · d2 чёрный конь · g2 белая пешка · b1 белая ладья · c1 белая ладья · h1 белый король | 2 |
| 1 | f8 чёрная ладья · h8 чёрный король · a7 чёрная пешка · g7 чёрная пешка · b6 чёрная пешка · h6 чёрная пешка · d5 белый ферзь · d4 белая пешка · c3 белая пешка · g3 чёрный ферзь · h3 белая пешка · a2 белая пешка · d2 чёрный конь · g2 белая пешка · b1 белая ладья · c1 белая ладья · h1 белый король | f8 чёрная ладья · h8 чёрный король · a7 чёрная пешка · g7 чёрная пешка · b6 чёрная пешка · h6 чёрная пешка · d5 белый ферзь · d4 белая пешка · c3 белая пешка · g3 чёрный ферзь · h3 белая пешка · a2 белая пешка · d2 чёрный конь · g2 белая пешка · b1 белая ладья · c1 белая ладья · h1 белый король | f8 чёрная ладья · h8 чёрный король · a7 чёрная пешка · g7 чёрная пешка · b6 чёрная пешка · h6 чёрная пешка · d5 белый ферзь · d4 белая пешка · c3 белая пешка · g3 чёрный ферзь · h3 белая пешка · a2 белая пешка · d2 чёрный конь · g2 белая пешка · b1 белая ладья · c1 белая ладья · h1 белый король | f8 чёрная ладья · h8 чёрный король · a7 чёрная пешка · g7 чёрная пешка · b6 чёрная пешка · h6 чёрная пешка · d5 белый ферзь · d4 белая пешка · c3 белая пешка · g3 чёрный ферзь · h3 белая пешка · a2 белая пешка · d2 чёрный конь · g2 белая пешка · b1 белая ладья · c1 белая ладья · h1 белый король | f8 чёрная ладья · h8 чёрный король · a7 чёрная пешка · g7 чёрная пешка · b6 чёрная пешка · h6 чёрная пешка · d5 белый ферзь · d4 белая пешка · c3 белая пешка · g3 чёрный ферзь · h3 белая пешка · a2 белая пешка · d2 чёрный конь · g2 белая пешка · b1 белая ладья · c1 белая ладья · h1 белый король | f8 чёрная ладья · h8 чёрный король · a7 чёрная пешка · g7 чёрная пешка · b6 чёрная пешка · h6 чёрная пешка · d5 белый ферзь · d4 белая пешка · c3 белая пешка · g3 чёрный ферзь · h3 белая пешка · a2 белая пешка · d2 чёрный конь · g2 белая пешка · b1 белая ладья · c1 белая ладья · h1 белый король | f8 чёрная ладья · h8 чёрный король · a7 чёрная пешка · g7 чёрная пешка · b6 чёрная пешка · h6 чёрная пешка · d5 белый ферзь · d4 белая пешка · c3 белая пешка · g3 чёрный ферзь · h3 белая пешка · a2 белая пешка · d2 чёрный конь · g2 белая пешка · b1 белая ладья · c1 белая ладья · h1 белый король | f8 чёрная ладья · h8 чёрный король · a7 чёрная пешка · g7 чёрная пешка · b6 чёрная пешка · h6 чёрная пешка · d5 белый ферзь · d4 белая пешка · c3 белая пешка · g3 чёрный ферзь · h3 белая пешка · a2 белая пешка · d2 чёрный конь · g2 белая пешка · b1 белая ладья · c1 белая ладья · h1 белый король | 1 |
|   | a | b | c | d | e | f | g | h |   |

1. d4 d5 2. c4 e6 3. Кc3 Кf6 4. Сg5 Сe7 5. e3 Кe4 6. С:e7 Ф:e7 7. Сd3 К:c3 8. bc Кd7 9. Кf3 O-O 10. O-O Лd8 11. Фc2 Кf8 12. Кe5 c5 13. Лab1 Фc7 14. Фb3 b6 15. cd ed 16. Фa4 Сb7 17. Фd1 Лd6 18. Фg4 Лe8 19. Фg3 Лde6 20. Сf5 Л6e7 21. f4 Сc8 22. С:c8 Л:c8 23. Фf3 Фd6 24. Лfc1 Лec7 25. h3 h6 26. Крh2 Кh7 27. Фh5 Кf6 28. Фf5 cd 29. ed Кe4 30. К:f7 Л:f7 31. Ф:c8+ Лf8 32. Фb7 Ф:f4+ 33. Крg1 Фe3+ 34. Крh2 Фg3+ 35. Крg1 Кd2 36. Ф:d5+ Крh8 37. Крh1 (см. диаграмму)
37 …Кf3 38. gf Ф:h3+ 39. Крg1 Фg3+ 40. Крh1 Лf4 41. Фd8+ Крh7 42. Лf1? Лf5! 43. Фe8 Фh4+, 0 : 1